# ويلهلم سولبتيز كورز
ويلهلم سولبتيز كورز (1834-1878) (بالإنجليزية: Wilhelm Sulpiz Kurz)‏ هو عالم نبات ألماني.